# Abid Mujagić
Abid Mujagić (* 5. srpna 1993) je bosenský fotbalový útočník, momentálně hrající za bosenský celek FK Mladost Doboj-Kakanj.
V zimní ligové přestávce sezony 2013/14 byl na testech v týmu nováčka Gambrinus ligy 1. SC Znojmo.